# Menzel 1

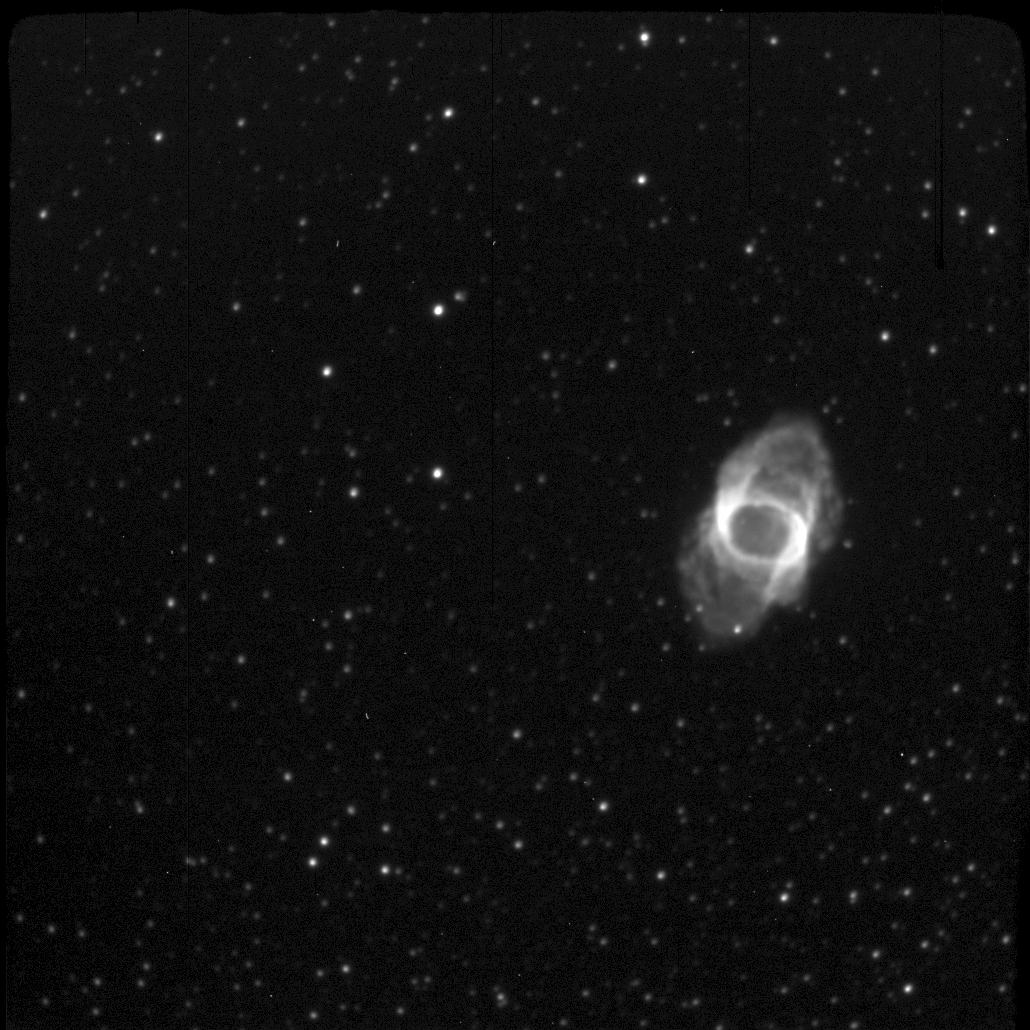
Menzel 1

Menzel 1 (abreviado Mz 1), es una nebulosa planetaria bipolar en la constelación de Norma.

## Características
Menzel 1 es una nebulosa planetaria brillante elipsoidal que tiene un prominente anillo central de una mayor emisión. Uno de los modelos de su estructura es una forma de reloj de cristal tridimensional con una densidad de partida suavemente decreciente desde la cintura o ecuador hacia los polos, la cual se ha dimensionado exteriormente. Se está expandiendo radialmente a una velocidad de unos 23 km/s y se estima su edad entre 4500 a 10 000 años de antigüedad y ha orientado su eje polar en un ángulo de alrededor de 40° desde el plano del universo. Su estrella central se estima que tiene una masa de 0,63 ± 0,05 masas solares. En 1992 Schwarz, Corradi, y Melnick publicaron imágenes de banda estrecha de Menzel 1 en Hidrógeno Alfa (Hα) y líneas prohibidas [OIII] λ5007. Emisiones de H2 se han observado en Menzel 1 por Webster, Payne, Storey, Dopita (1988). Sin embargo, a pesar de su brillo relativo, Menzel 1 solamente se ha estudiado en algunos pocos tratados científicos (Monteiro et al. 2005).

## Historia
Menzel 1 fue descubierto por Donald Howard Menzel en 1922.